# Галичский сельсовет
Галичский сельсовет (белор. Галіцкі сельсавет) — упразднённая административная единица на территории Климовичского района Могилёвской области Белоруссии. Административный центр — деревня Галичи.

## История
Решением Могилёвского областного Совета депутатов от 21 декабря 2011 г. Галичскому сельсовету переданы агрогородок Малашковичи, деревни Васьковка, Заходы, Казусевка, Матеевка, Суров, Якубовка, входившие в состав Родненского сельсовета.
21 июня 2023 года Галичский сельсовет упразднён. Населённые пункты: агрогородок Малышковичи, деревни Васьковка, Заходы, Казусёвка, Матеёвка, Суров, Якубовка включены в состав Родненского сельсовета; деревни Артёмовка, Василёвка, Галичи, Завидовка, Иванова Слобода, Касперка, Ледешня, Недведь, Николаевка, Петровка, Пислятино, Пожарь, Путимель, Селище, Соболевка, Соколовка, Стайки, Федотова Буда — в состав Милославичского сельсовета.

## Состав
Включает 25 населённых пунктов:
- Артёмовка — деревня.
- Василёвка — деревня.
- Васьковка — деревня.
- Галичи — деревня.
- Завидовка — деревня.
- Заходы — деревня.
- Иванова Слобода — деревня.
- Казусевка — деревня.
- Касперка — деревня.
- Ледешня — деревня.
- Малашковичи — агрогородок.
- Матеевка — деревня.
- Недведь — деревня.
- Николаевка — деревня.
- Петровка — деревня.
- Пислятино — деревня.
- Пожарь — деревня.
- Путимель — деревня.
- Селище — деревня.
- Соболёвка — деревня.
- Соколовка — деревня.
- Суров  — деревня.
- Стайки — деревня.
- Федотова Буда — деревня.
- Якубовка — деревня.

Упразднённые населённые пункты:
- Галичская Мыза — деревня.